# Fukushima (thành phố)
Fukushima (福島市 (Phước Đảo thị)) là thành phố và thủ phủ thuộc tỉnh Fukushima, Nhật Bản. Tính đến ngày 1 tháng 10 năm 2020, dân số ước tính thành phố là 282.693 người và mật độ dân số là 370 người/km2. Tổng diện tích thành phố là 767,7 km2.

## Địa lý

### Đô thị lân cận
- Fukushima
  - Nihonmatsu
  - Date
  - Koori
  - Kawamata
  - Inawashiro
- Yamagata
  - Yonezawa
  - Takahata
- Miyagi
  - Shiroishi
  - Shichikashuku

### Khí hậu
| Dữ liệu khí hậu của thành phố Fukushima  | Dữ liệu khí hậu của thành phố Fukushima | Dữ liệu khí hậu của thành phố Fukushima | Dữ liệu khí hậu của thành phố Fukushima | Dữ liệu khí hậu của thành phố Fukushima | Dữ liệu khí hậu của thành phố Fukushima | Dữ liệu khí hậu của thành phố Fukushima | Dữ liệu khí hậu của thành phố Fukushima | Dữ liệu khí hậu của thành phố Fukushima | Dữ liệu khí hậu của thành phố Fukushima | Dữ liệu khí hậu của thành phố Fukushima | Dữ liệu khí hậu của thành phố Fukushima | Dữ liệu khí hậu của thành phố Fukushima | Dữ liệu khí hậu của thành phố Fukushima |
| Tháng                                    | 1                                       | 2                                       | 3                                       | 4                                       | 5                                       | 6                                       | 7                                       | 8                                       | 9                                       | 10                                      | 11                                      | 12                                      | Năm                                     |
| ---------------------------------------- | --------------------------------------- | --------------------------------------- | --------------------------------------- | --------------------------------------- | --------------------------------------- | --------------------------------------- | --------------------------------------- | --------------------------------------- | --------------------------------------- | --------------------------------------- | --------------------------------------- | --------------------------------------- | --------------------------------------- |
| Cao kỉ lục °C (°F)                       | 18.1 (64.6)                             | 21.4 (70.5)                             | 25.2 (77.4)                             | 32.2 (90.0)                             | 35.3 (95.5)                             | 36.7 (98.1)                             | 39.0 (102.2)                            | 39.1 (102.4)                            | 37.3 (99.1)                             | 30.3 (86.5)                             | 26.0 (78.8)                             | 22.4 (72.3)                             | 39.1 (102.4)                            |
| Trung bình ngày tối đa °C (°F)           | 5.8 (42.4)                              | 7.1 (44.8)                              | 11.2 (52.2)                             | 17.7 (63.9)                             | 23.1 (73.6)                             | 25.9 (78.6)                             | 29.1 (84.4)                             | 30.5 (86.9)                             | 26.2 (79.2)                             | 20.5 (68.9)                             | 14.5 (58.1)                             | 8.6 (47.5)                              | 18.3 (64.9)                             |
| Trung bình ngày °C (°F)                  | 1.9 (35.4)                              | 2.5 (36.5)                              | 5.9 (42.6)                              | 11.7 (53.1)                             | 17.2 (63.0)                             | 20.7 (69.3)                             | 24.3 (75.7)                             | 25.5 (77.9)                             | 21.6 (70.9)                             | 15.6 (60.1)                             | 9.5 (49.1)                              | 4.3 (39.7)                              | 13.4 (56.1)                             |
| Tối thiểu trung bình ngày °C (°F)        | −1.5 (29.3)                             | −1.2 (29.8)                             | 1.3 (34.3)                              | 6.4 (43.5)                              | 12.1 (53.8)                             | 16.6 (61.9)                             | 20.8 (69.4)                             | 21.9 (71.4)                             | 18.0 (64.4)                             | 11.7 (53.1)                             | 5.2 (41.4)                              | 0.7 (33.3)                              | 9.3 (48.7)                              |
| Thấp kỉ lục °C (°F)                      | −15.0 (5.0)                             | −18.5 (−1.3)                            | −12.9 (8.8)                             | −5.5 (22.1)                             | −1.2 (29.8)                             | 3.8 (38.8)                              | 9.1 (48.4)                              | 9.8 (49.6)                              | 4.8 (40.6)                              | −1.7 (28.9)                             | −6.6 (20.1)                             | −13.5 (7.7)                             | −18.5 (−1.3)                            |
| Lượng Giáng thủy trung bình mm (inches)  | 56.2 (2.21)                             | 41.1 (1.62)                             | 75.7 (2.98)                             | 81.8 (3.22)                             | 88.5 (3.48)                             | 121.2 (4.77)                            | 177.7 (7.00)                            | 151.3 (5.96)                            | 167.6 (6.60)                            | 138.7 (5.46)                            | 58.4 (2.30)                             | 48.9 (1.93)                             | 1.207 (47.52)                           |
| Lượng tuyết rơi trung bình cm (inches)   | 49 (19)                                 | 34 (13)                                 | 14 (5.5)                                | 1 (0.4)                                 | 0 (0)                                   | 0 (0)                                   | 0 (0)                                   | 0 (0)                                   | 0 (0)                                   | 0 (0)                                   | 1 (0.4)                                 | 24 (9.4)                                | 122 (48)                                |
| Số ngày giáng thủy trung bình (≥ 0.5 mm) | 10.6                                    | 8.6                                     | 9.2                                     | 8.2                                     | 9.7                                     | 11.9                                    | 15.2                                    | 12.4                                    | 12.0                                    | 9.7                                     | 7.7                                     | 10.8                                    | 126.0                                   |
| Độ ẩm tương đối trung bình (%)           | 68                                      | 65                                      | 61                                      | 58                                      | 63                                      | 72                                      | 77                                      | 76                                      | 76                                      | 73                                      | 70                                      | 70                                      | 69                                      |
| Số giờ nắng trung bình tháng             | 132.2                                   | 144.8                                   | 175.1                                   | 189.7                                   | 193.2                                   | 141.4                                   | 125.2                                   | 148.7                                   | 122.9                                   | 133.7                                   | 128.3                                   | 118.7                                   | 1.753,8                                 |
| Nguồn: Cục Khí tượng Nhật Bản            |                                         |                                         |                                         |                                         |                                         |                                         |                                         |                                         |                                         |                                         |                                         |                                         |                                         |

| Dữ liệu khí hậu của Núi Moniwa, thành phố Fukushima; 37°53.5′B 140°26.2′Đ / 37,8917°B 140,4367°Đ | Dữ liệu khí hậu của Núi Moniwa, thành phố Fukushima; 37°53.5′B 140°26.2′Đ / 37,8917°B 140,4367°Đ | Dữ liệu khí hậu của Núi Moniwa, thành phố Fukushima; 37°53.5′B 140°26.2′Đ / 37,8917°B 140,4367°Đ | Dữ liệu khí hậu của Núi Moniwa, thành phố Fukushima; 37°53.5′B 140°26.2′Đ / 37,8917°B 140,4367°Đ | Dữ liệu khí hậu của Núi Moniwa, thành phố Fukushima; 37°53.5′B 140°26.2′Đ / 37,8917°B 140,4367°Đ | Dữ liệu khí hậu của Núi Moniwa, thành phố Fukushima; 37°53.5′B 140°26.2′Đ / 37,8917°B 140,4367°Đ | Dữ liệu khí hậu của Núi Moniwa, thành phố Fukushima; 37°53.5′B 140°26.2′Đ / 37,8917°B 140,4367°Đ | Dữ liệu khí hậu của Núi Moniwa, thành phố Fukushima; 37°53.5′B 140°26.2′Đ / 37,8917°B 140,4367°Đ | Dữ liệu khí hậu của Núi Moniwa, thành phố Fukushima; 37°53.5′B 140°26.2′Đ / 37,8917°B 140,4367°Đ | Dữ liệu khí hậu của Núi Moniwa, thành phố Fukushima; 37°53.5′B 140°26.2′Đ / 37,8917°B 140,4367°Đ | Dữ liệu khí hậu của Núi Moniwa, thành phố Fukushima; 37°53.5′B 140°26.2′Đ / 37,8917°B 140,4367°Đ | Dữ liệu khí hậu của Núi Moniwa, thành phố Fukushima; 37°53.5′B 140°26.2′Đ / 37,8917°B 140,4367°Đ | Dữ liệu khí hậu của Núi Moniwa, thành phố Fukushima; 37°53.5′B 140°26.2′Đ / 37,8917°B 140,4367°Đ | Dữ liệu khí hậu của Núi Moniwa, thành phố Fukushima; 37°53.5′B 140°26.2′Đ / 37,8917°B 140,4367°Đ |
| Tháng                                                                                            | 1                                                                                                | 2                                                                                                | 3                                                                                                | 4                                                                                                | 5                                                                                                | 6                                                                                                | 7                                                                                                | 8                                                                                                | 9                                                                                                | 10                                                                                               | 11                                                                                               | 12                                                                                               | Năm                                                                                              |
| ------------------------------------------------------------------------------------------------ | ------------------------------------------------------------------------------------------------ | ------------------------------------------------------------------------------------------------ | ------------------------------------------------------------------------------------------------ | ------------------------------------------------------------------------------------------------ | ------------------------------------------------------------------------------------------------ | ------------------------------------------------------------------------------------------------ | ------------------------------------------------------------------------------------------------ | ------------------------------------------------------------------------------------------------ | ------------------------------------------------------------------------------------------------ | ------------------------------------------------------------------------------------------------ | ------------------------------------------------------------------------------------------------ | ------------------------------------------------------------------------------------------------ | ------------------------------------------------------------------------------------------------ |
| Cao kỉ lục °C (°F)                                                                               | 13.9 (57.0)                                                                                      | 18.2 (64.8)                                                                                      | 22.1 (71.8)                                                                                      | 29.8 (85.6)                                                                                      | 32.9 (91.2)                                                                                      | 34.0 (93.2)                                                                                      | 36.2 (97.2)                                                                                      | 36.3 (97.3)                                                                                      | 34.1 (93.4)                                                                                      | 28.2 (82.8)                                                                                      | 24.8 (76.6)                                                                                      | 18.3 (64.9)                                                                                      | 36.3 (97.3)                                                                                      |
| Trung bình ngày tối đa °C (°F)                                                                   | 3.6 (38.5)                                                                                       | 4.7 (40.5)                                                                                       | 8.7 (47.7)                                                                                       | 15.4 (59.7)                                                                                      | 21.2 (70.2)                                                                                      | 24.0 (75.2)                                                                                      | 27.2 (81.0)                                                                                      | 28.6 (83.5)                                                                                      | 24.4 (75.9)                                                                                      | 18.7 (65.7)                                                                                      | 12.8 (55.0)                                                                                      | 6.6 (43.9)                                                                                       | 16.3 (61.3)                                                                                      |
| Trung bình ngày °C (°F)                                                                          | 0.0 (32.0)                                                                                       | 0.5 (32.9)                                                                                       | 3.4 (38.1)                                                                                       | 9.2 (48.6)                                                                                       | 14.7 (58.5)                                                                                      | 18.5 (65.3)                                                                                      | 22.2 (72.0)                                                                                      | 23.2 (73.8)                                                                                      | 19.3 (66.7)                                                                                      | 13.2 (55.8)                                                                                      | 7.3 (45.1)                                                                                       | 2.3 (36.1)                                                                                       | 11.2 (52.2)                                                                                      |
| Tối thiểu trung bình ngày °C (°F)                                                                | −3.4 (25.9)                                                                                      | −3.4 (25.9)                                                                                      | −1.2 (29.8)                                                                                      | 3.3 (37.9)                                                                                       | 8.6 (47.5)                                                                                       | 13.7 (56.7)                                                                                      | 18.2 (64.8)                                                                                      | 19.3 (66.7)                                                                                      | 15.4 (59.7)                                                                                      | 8.7 (47.7)                                                                                       | 2.6 (36.7)                                                                                       | −1.4 (29.5)                                                                                      | 6.7 (44.1)                                                                                       |
| Thấp kỉ lục °C (°F)                                                                              | −12.5 (9.5)                                                                                      | −11.8 (10.8)                                                                                     | −8.6 (16.5)                                                                                      | −3.7 (25.3)                                                                                      | 0.3 (32.5)                                                                                       | 4.1 (39.4)                                                                                       | 10.3 (50.5)                                                                                      | 12.0 (53.6)                                                                                      | 4.9 (40.8)                                                                                       | −0.5 (31.1)                                                                                      | −4.6 (23.7)                                                                                      | −8.9 (16.0)                                                                                      | −12.5 (9.5)                                                                                      |
| Lượng Giáng thủy trung bình mm (inches)                                                          | 92.5 (3.64)                                                                                      | 60.5 (2.38)                                                                                      | 83.0 (3.27)                                                                                      | 88.7 (3.49)                                                                                      | 90.6 (3.57)                                                                                      | 120.4 (4.74)                                                                                     | 182.4 (7.18)                                                                                     | 165.1 (6.50)                                                                                     | 162.1 (6.38)                                                                                     | 124.2 (4.89)                                                                                     | 82.3 (3.24)                                                                                      | 97.3 (3.83)                                                                                      | 1.350,4 (53.17)                                                                                  |
| Lượng tuyết rơi trung bình cm (inches)                                                           | 140 (55)                                                                                         | 103 (41)                                                                                         | 40 (16)                                                                                          | 4 (1.6)                                                                                          | 0 (0)                                                                                            | 0 (0)                                                                                            | 0 (0)                                                                                            | 0 (0)                                                                                            | 0 (0)                                                                                            | 0 (0)                                                                                            | 2 (0.8)                                                                                          | 70 (28)                                                                                          | 353 (139)                                                                                        |
| Số ngày giáng thủy trung bình (≥ 1.0mm)                                                          | 15.0                                                                                             | 11.7                                                                                             | 12.4                                                                                             | 10.0                                                                                             | 9.7                                                                                              | 11.7                                                                                             | 14.2                                                                                             | 12.1                                                                                             | 11.8                                                                                             | 10.1                                                                                             | 11.8                                                                                             | 15.0                                                                                             | 145.8                                                                                            |
| Số ngày tuyết rơi trung bình (≥ 3cm)                                                             | 13.8                                                                                             | 11.8                                                                                             | 4.4                                                                                              | 0.5                                                                                              | 0                                                                                                | 0                                                                                                | 0                                                                                                | 0                                                                                                | 0                                                                                                | 0                                                                                                | 0.2                                                                                              | 6.1                                                                                              | 36.0                                                                                             |
| Số giờ nắng trung bình tháng                                                                     | 93.6                                                                                             | 112.9                                                                                            | 160.3                                                                                            | 182.0                                                                                            | 195.3                                                                                            | 150.4                                                                                            | 134.9                                                                                            | 154.4                                                                                            | 121.6                                                                                            | 130.3                                                                                            | 113.5                                                                                            | 94.0                                                                                             | 1.645,1                                                                                          |
| Nguồn 1: Cục Khí tượng Nhật Bản                                                                  |                                                                                                  |                                                                                                  |                                                                                                  |                                                                                                  |                                                                                                  |                                                                                                  |                                                                                                  |                                                                                                  |                                                                                                  |                                                                                                  |                                                                                                  |                                                                                                  |                                                                                                  |
| Nguồn 2: Cục Khí tượng Nhật Bản                                                                  |                                                                                                  |                                                                                                  |                                                                                                  |                                                                                                  |                                                                                                  |                                                                                                  |                                                                                                  |                                                                                                  |                                                                                                  |                                                                                                  |                                                                                                  |                                                                                                  |                                                                                                  |

| Dữ liệu khí hậu của Tsuchiyu Pass, thành phố Fukushima; 37°40.1′B 140°15.6′Đ / 37,6683°B 140,26°Đ | Dữ liệu khí hậu của Tsuchiyu Pass, thành phố Fukushima; 37°40.1′B 140°15.6′Đ / 37,6683°B 140,26°Đ | Dữ liệu khí hậu của Tsuchiyu Pass, thành phố Fukushima; 37°40.1′B 140°15.6′Đ / 37,6683°B 140,26°Đ | Dữ liệu khí hậu của Tsuchiyu Pass, thành phố Fukushima; 37°40.1′B 140°15.6′Đ / 37,6683°B 140,26°Đ | Dữ liệu khí hậu của Tsuchiyu Pass, thành phố Fukushima; 37°40.1′B 140°15.6′Đ / 37,6683°B 140,26°Đ | Dữ liệu khí hậu của Tsuchiyu Pass, thành phố Fukushima; 37°40.1′B 140°15.6′Đ / 37,6683°B 140,26°Đ | Dữ liệu khí hậu của Tsuchiyu Pass, thành phố Fukushima; 37°40.1′B 140°15.6′Đ / 37,6683°B 140,26°Đ | Dữ liệu khí hậu của Tsuchiyu Pass, thành phố Fukushima; 37°40.1′B 140°15.6′Đ / 37,6683°B 140,26°Đ | Dữ liệu khí hậu của Tsuchiyu Pass, thành phố Fukushima; 37°40.1′B 140°15.6′Đ / 37,6683°B 140,26°Đ | Dữ liệu khí hậu của Tsuchiyu Pass, thành phố Fukushima; 37°40.1′B 140°15.6′Đ / 37,6683°B 140,26°Đ | Dữ liệu khí hậu của Tsuchiyu Pass, thành phố Fukushima; 37°40.1′B 140°15.6′Đ / 37,6683°B 140,26°Đ | Dữ liệu khí hậu của Tsuchiyu Pass, thành phố Fukushima; 37°40.1′B 140°15.6′Đ / 37,6683°B 140,26°Đ | Dữ liệu khí hậu của Tsuchiyu Pass, thành phố Fukushima; 37°40.1′B 140°15.6′Đ / 37,6683°B 140,26°Đ | Dữ liệu khí hậu của Tsuchiyu Pass, thành phố Fukushima; 37°40.1′B 140°15.6′Đ / 37,6683°B 140,26°Đ |
| Tháng                                                                                             | 1                                                                                                 | 2                                                                                                 | 3                                                                                                 | 4                                                                                                 | 5                                                                                                 | 6                                                                                                 | 7                                                                                                 | 8                                                                                                 | 9                                                                                                 | 10                                                                                                | 11                                                                                                | 12                                                                                                | Năm                                                                                               |
| ------------------------------------------------------------------------------------------------- | ------------------------------------------------------------------------------------------------- | ------------------------------------------------------------------------------------------------- | ------------------------------------------------------------------------------------------------- | ------------------------------------------------------------------------------------------------- | ------------------------------------------------------------------------------------------------- | ------------------------------------------------------------------------------------------------- | ------------------------------------------------------------------------------------------------- | ------------------------------------------------------------------------------------------------- | ------------------------------------------------------------------------------------------------- | ------------------------------------------------------------------------------------------------- | ------------------------------------------------------------------------------------------------- | ------------------------------------------------------------------------------------------------- | ------------------------------------------------------------------------------------------------- |
| Cao kỉ lục °C (°F)                                                                                | 6.8 (44.2)                                                                                        | 11.8 (53.2)                                                                                       | 13.0 (55.4)                                                                                       | 20.6 (69.1)                                                                                       | 27.2 (81.0)                                                                                       | 27.6 (81.7)                                                                                       | 29.0 (84.2)                                                                                       | 29.4 (84.9)                                                                                       | 26.8 (80.2)                                                                                       | 24.6 (76.3)                                                                                       | 18.2 (64.8)                                                                                       | 15.3 (59.5)                                                                                       | 29.4 (84.9)                                                                                       |
| Trung bình ngày tối đa °C (°F)                                                                    | −3.8 (25.2)                                                                                       | −2.9 (26.8)                                                                                       | 0.8 (33.4)                                                                                        | 7.4 (45.3)                                                                                        | 14.1 (57.4)                                                                                       | 17.3 (63.1)                                                                                       | 20.6 (69.1)                                                                                       | 21.8 (71.2)                                                                                       | 17.6 (63.7)                                                                                       | 11.9 (53.4)                                                                                       | 5.7 (42.3)                                                                                        | −0.7 (30.7)                                                                                       | 9.1 (48.4)                                                                                        |
| Trung bình ngày °C (°F)                                                                           | −6.2 (20.8)                                                                                       | −5.8 (21.6)                                                                                       | −2.5 (27.5)                                                                                       | 3.5 (38.3)                                                                                        | 9.7 (49.5)                                                                                        | 13.6 (56.5)                                                                                       | 17.5 (63.5)                                                                                       | 18.5 (65.3)                                                                                       | 14.4 (57.9)                                                                                       | 8.5 (47.3)                                                                                        | 2.6 (36.7)                                                                                        | −3.2 (26.2)                                                                                       | 5.9 (42.6)                                                                                        |
| Tối thiểu trung bình ngày °C (°F)                                                                 | −8.7 (16.3)                                                                                       | −8.7 (16.3)                                                                                       | −5.8 (21.6)                                                                                       | 0.2 (32.4)                                                                                        | 6.0 (42.8)                                                                                        | 10.8 (51.4)                                                                                       | 15.1 (59.2)                                                                                       | 16.0 (60.8)                                                                                       | 11.9 (53.4)                                                                                       | 5.7 (42.3)                                                                                        | −0.2 (31.6)                                                                                       | −5.7 (21.7)                                                                                       | 3.0 (37.4)                                                                                        |
| Thấp kỉ lục °C (°F)                                                                               | −16.4 (2.5)                                                                                       | −20.3 (−4.5)                                                                                      | −14.0 (6.8)                                                                                       | −10.7 (12.7)                                                                                      | −3.4 (25.9)                                                                                       | 1.6 (34.9)                                                                                        | 5.8 (42.4)                                                                                        | 8.5 (47.3)                                                                                        | 0.4 (32.7)                                                                                        | −3.9 (25.0)                                                                                       | −10.3 (13.5)                                                                                      | −14.6 (5.7)                                                                                       | −20.3 (−4.5)                                                                                      |
| Lượng Giáng thủy trung bình mm (inches)                                                           | 111.8 (4.40)                                                                                      | 70.2 (2.76)                                                                                       | 115.1 (4.53)                                                                                      | 145.7 (5.74)                                                                                      | 165.8 (6.53)                                                                                      | 239.4 (9.43)                                                                                      | 318.7 (12.55)                                                                                     | 309.1 (12.17)                                                                                     | 297.6 (11.72)                                                                                     | 246.5 (9.70)                                                                                      | 124.7 (4.91)                                                                                      | 133.5 (5.26)                                                                                      | 2.227,8 (87.71)                                                                                   |
| Số ngày mưa trung bình                                                                            | 17.6                                                                                              | 14.1                                                                                              | 14.7                                                                                              | 12.5                                                                                              | 12.9                                                                                              | 14.2                                                                                              | 17.3                                                                                              | 14.8                                                                                              | 15.5                                                                                              | 13.9                                                                                              | 14.9                                                                                              | 18.9                                                                                              | 181.3                                                                                             |
| Số giờ nắng trung bình tháng                                                                      | 38.8                                                                                              | 60.6                                                                                              | 108.3                                                                                             | 156.9                                                                                             | 178.8                                                                                             | 125.3                                                                                             | 106.0                                                                                             | 139.3                                                                                             | 106.9                                                                                             | 110.7                                                                                             | 86.4                                                                                              | 48.8                                                                                              | 1.260,7                                                                                           |
| Nguồn 1: Cục Khí tượng Nhật Bản                                                                   |                                                                                                   |                                                                                                   |                                                                                                   |                                                                                                   |                                                                                                   |                                                                                                   |                                                                                                   |                                                                                                   |                                                                                                   |                                                                                                   |                                                                                                   |                                                                                                   |                                                                                                   |
| Nguồn 2: Cục Khí tượng Nhật Bản                                                                   |                                                                                                   |                                                                                                   |                                                                                                   |                                                                                                   |                                                                                                   |                                                                                                   |                                                                                                   |                                                                                                   |                                                                                                   |                                                                                                   |                                                                                                   |                                                                                                   |                                                                                                   |

## Giao thông

### Đường sắt
- JR East - Tōhoku Shinkansen / Yamagata Shinkansen
  - Station in the city: Fukushima
- JR East - Tuyến Tōhoku chính
  - Matsukawa - Kanayagawa - Minami-Fukushima - Fukushima - Higashi-Fukushima
- JR East - Tuyến Ōu chính (Tuyến Yamagata)
  - Fukushima -  Sasakino- Niwasaka - Akaiwa
- Abukumakyūkō - Tuyến Abukuma Express
  - Fukushima  - Oroshimachi - Fukushima Gakuin-mae  - Senoue - Mukaisenoue
- Fukushima Transportation - Tuyến Iizaka
  - Fukushima  - Soneda - Bijutsukantoshokanmae - Iwashiroshimizu - Izumi - Kamimatsukawa - Sasaya - Sakuramizu - Hirano - Iohji-mae - Hanamizuzaka - Iizaka Onsen

### Cao tốc/Xa lộ
- Tōhoku Expressway
- Tōhoku-Chūō Expressway
- Quốc lộ 4
- Quốc lộ 13
- Quốc lộ 114
- Quốc lộ 115
- Quốc lộ 399
- Quốc lộ 459